# Union patriotique de Cuba
L'Union patriotique de Cuba (espagnol : Unión Patriótica de Cuba, ou UNPACU) est une organisation dissidente cubaine.

## Historique
Javier Larrondo est un entrepreneur hispano-cubain vivant à Madrid. Il a créé l’Union patriotique de Cuba et la finance avec ses propres fonds.
L’Union patriotique de Cuba décrit par le département d'État des États-Unis, comme le « groupe majeur d'opposition cubain ». Il agglomère une importante quantité de dissidents cubains. Il est créé le 24 août 2011 par José Daniel Ferrer, un militant du mouvement chrétien de libération. Il se définit lui même comme une organisation civile pour la lutte pacifique contre la répression des libertés civiles sur l'île de Cuba.
Il est considéré comme « Le groupe d'opposition le plus visible et actif » et « l'organisation dissidente la plus grande de l'île » et la principale et plus active organisation dissidante de Cuba, récemment, dans différents médias par le département d'État des États-Unis,.
En mars 2021 Keilylli De La Mora Valle,  militante de l'Union patriotique de Cuba, est libérée après 10 mois d'emprisonnement. Elle a été arrêtée en avril 2020 « alors qu'elle fumait une cigarette dans la ville de Cienfuegos, où elle réside, et on lui a dit qu'elle ne portait pas correctement le masque » .